# Yves Lignon
Pour les articles homonymes, voir Lignon.
Yves Lignon, né le 1er janvier 1943 à Montpellier et mort  le 15 octobre 2023 à Toulouse,, est un universitaire français, mathématicien spécialiste de la statistique, défenseur de la parapsychologie et auteur d'ouvrages et d'articles sur le paranormal.
Il est le fondateur, en 1974, dans la section de mathématiques de l'université de Toulouse le Mirail d'un « Laboratoire de parapsychologie » non reconnu par cette université. Il est aussi le directeur de publication de la Revue française de parapsychologie.
Il soutient la thèse selon laquelle la réalité de plusieurs phénomènes parapsychologiques a été mise en évidence par la méthode expérimentale. Ses prises de position lui ont valu d'être l'objet de critiques de la part de Georges Charpak et Henri Broch.

## Biographie

### Carrière
Titulaire d'une licence de mathématiques (régime 1958) et d'un diplôme d'études approfondies en statistiques, il a commencé sa carrière universitaire en octobre 1967 comme chargé de cours puis assistant à la faculté des lettres et sciences humaines de Toulouse (mathématiques et statistiques pour les étudiants en psychologie et sociologie), a intégré le département de mathématiques de l'université de Toulouse-le Mirail en octobre 1973 et accède au corps des maîtres de conférences par liste d'aptitude en septembre 2005.
Longtemps présent dans les médias (notamment sur Sud Radio (de septembre 1991 à juin 1999 puis de septembre 2009 à juin 2011)) et, ayant pris, peu à peu, du recul à partir de 2010, il n’intervient, plus (depuis septembre 2021) que dans Le vendredi de l'étrange, émission mensuelle de Georges Tussing diffusée par Radio Axe Sud – Muret et anime mensuellement la « Bibliothèque de l’Étrange », une rencontre autour d’un livre traitant de parapsychologie, chez « Plume et Café », café littéraire toulousain.[réf. nécessaire]
Yves Lignon fonde, en 1974, dans la section de mathématiques de l'université de Toulouse-le Mirail, le prétendu « Laboratoire de parapsychologie de Toulouse-le Mirail », connu aussi sous le nom de « Groupe d'études expérimentales des phénomènes parapsychologiques » (GEEPP) ou de « Laboratoire universitaire de parapsychologie et d'hygiène mentale de Toulouse ». Cette structure n'a jamais été reconnue par l'université, n'est pas une association déclarée au sens de la loi de 1901 et n'a aucune existence officielle.
Il dirige en outre la Revue française de parapsychologie, créée en 1997 et disparue en 2005.
Il a enquêté sur plusieurs affaires présentées comme associées au paranormal — la maison dite « hantée » de Vailhauquès,, le sarcophage d’Arles-sur-Tech, les « apparitions de Dames Blanches » au bord des routes, les Fées de Cottingley — ou sur des énigmes anciennes — les « prémonitions » autour du naufrage du Titanic, les prophéties de Nostradamus ou encore le Suaire de Turin —,. La validité de ces enquêtes a souvent été mise en doute, notamment par Henri Broch et Georges Charpak.

### Mise au point des autorités universitaires
En 1989, le président de l'Université Georges Bertrand indique dans un courrier adressé à Alain Cuniot :
« Il n'existe pas de Laboratoire de parapsychologie à l'Université Toulouse-Le-Mirail. Pour qu'il existât, il eût fallu qu'une demande de création fût présentée au Conseil scientifique de l'Université, en respectant la procédure prévue à cet effet, et que le Conseil scientifique donnât son accord, ce qui n'a jamais été fait. Si Monsieur Lignon a apposé sur la porte de son bureau de mathématiques un panneau portant la mention Laboratoire de parapsychologie, il l'a fait de façon tout à fait irrégulière, et je me suis à plusieurs reprises employé à le lui faire enlever. Monsieur Lignon a été rappelé à l'ordre à ce sujet à maintes reprises ; il joue la confusion auprès de nombreux correspondants car il a fait déclarer à la Préfecture de Haute-Garonne la création d'une Société des amis du Laboratoire universitaire de parapsychologie à Toulouse Le Mirail (et non de l'université de Toulouse-Le-Mirail, en jouant sur la confusion entre le quartier de Toulouse où se situe l'Université, et l'Université elle-même). ».
En 1993, l'ancien président de l'université de Toulouse-Le Mirail, Georges Mailhos a confirmé qu'Yves Lignon usurpait, la fonction de professeur en statistiques, alors qu'il n'était qu'assistant en statistiques à l'époque, et de directeur d'un laboratoire de parapsychologie au sein de l'université. Georges Mailhos a plusieurs fois confirmé qu'il n'existait pas à l'université en question de Laboratoire de parapsychologie et qu'il s'agissait d'une activité privée d'Yves Lignon n'engageant en aucun cas l'université, alors qu'Yves Lignon domiciliait le Groupe d'études expérimentales des phénomènes parapsychologiques dans les locaux de l'Université et utilisait le papier à en-tête de l'Université dans sa correspondance liée aux activités du laboratoire de parapsychologie. Cela a été confirmé par la suite par Romain Gaignard, président de l'université de Toulouse-Le Mirail en 1997 puis par Rémy Pech, également président de l'université, en 2002.

### Procès intenté contre Georges Charpak et Henri Broch
Le 9 août 2002, Yves Lignon assigne en justice Henri Broch (responsable du laboratoire de zététique) et Georges Charpak. Il tente d'obtenir réparation de propos tenus à son égard dans leur livre Devenez sorciers, devenez savants, propos où ils émettent des doutes sur sa bonne foi et sa crédibilité quant au sarcophage d'Arles-sur-Tech. Yves Lignon y est qualifié de « parapsychologue à la dérive », « fabriquant de mystère », « menteur effronté et conscient » ou de « fabuleux "statisticien" en action ». Ils lui reprochent également d'avoir induit en erreur en écrivant que « Le sarcophage est bien un sarcophage, pas une citerne ouverte à l’air libre : quand il pleut le monument est à l’abri » pour évacuer l'hypothèse de l'infiltration d'eau de pluie à travers le couvercle poreux, alors que si le sarcophage est bien pourvu d'un couvercle (comme c'est souvent le cas) il se trouve à l'air libre, et qu'aucun auvent ne le surplombe.
Le 16 février 2005, le tribunal déboute Yves Lignon de ses demandes d'indemnités et le condamna à payer 3 000 euros aux défendeurs ainsi qu'aux entiers dépens des deux instances.